# Romania ai Giochi della XX Olimpiade
La Romania partecipò ai Giochi della XX Olimpiade che si sono svolti a Monaco di Baviera dal 26 agosto all'11 settembre 1972, con una delegazione di 159 atleti impegnati in 18 discipline per un totale di 102 competizioni. Portabandiera fu il canoista Aurel Vernescu, che lo era già stato a Tokyo 1964 e a Città del Messico 1968.
Il bottino della squadra, alla sua decima partecipazione ai Giochi estivi, fu di sedici medaglie: tre d'oro, sei d'argento e sette di bronzo.

## Medaglie
| Medaglia | Nome | Sport                   | Evento                |
| -------- | --- | ----------------------- | --------------------- |
| Oro      | Ivan Patzaichin | Canoa/kayak             | C1 1000 m             |
| Oro      | Gheorghe Berceanu | Lotta greco-romana      | Pesi mosca            |
| Oro      | Nicolae Martinescu | Lotta greco-romana      | Pesi massimi          |
| Argento  | Valeria Bufanu | Atletica leggera        | 100 ostacoli          |
| Argento  | Argentina Menis | Atletica leggera        | Lancio del disco      |
| Argento  | Atanase Sciotnic Roman Vartolomeu Aurel Vernescu Mihai Zafiu | Canoa/kayak             | K4 1000 m             |
| Argento  | Serghei Covaliov Ivan Patzaichin | Canoa/kayak             | C2 1000 m             |
| Argento  | Ion Alexe | Pugilato                | Pesi massimi          |
| Argento  | Dan Iuga | Tiro ai Giochi olimpici | Pistola 50 m          |
| Bronzo   | Viorica Dumitru Maria Nichiforov | Canoa/kayak             | K2 500 m              |
| Bronzo   | Ştefan Tudor Petre Ceapura Ladislau Lovrenski | Canottaggio             | Due con               |
| Bronzo   | Victor Dolipschi | Lotta greco-romana      | Pesi supermassimi     |
| Bronzo   | Vasile Iorga | Lotta libera            | Pesi medi             |
| Bronzo   | Ştefan Birtalan Adrian Cosma Marin Dan Alexandru Dincă Cristian Gaţu Gheorghe Gruia Roland Gunesch Gabriel Kicsid Ghiţă Licu Cornel Penu Valentin Samungi Simon Schobel Werner Stöckl Constantin Tudosie Radu Voina | Pallamano               | Torneo maschile       |
| Bronzo   | Ileana Gyulai-Drimba Ana Pascu-Ene-Dersidan Ecaterina Stahl-Iencic Olga Szabo-Orban | Scherma                 | Fioretto a squadre    |
| Bronzo   | Nicolae Rotaru | Tiro ai Giochi olimpici | Fucile piccolo seduti |

## Risultati

### Pallanuoto
| Atleta | Classifica |                    |
| --- | --- | ------------------ |
| V · D · M Nazionale maschile rumena di pallanuoto · Giochi olimpici - Monaco di Baviera 1972 Huber • Mihăilescu • Zamfirescu • Novac • Popescu • Rusu • Culineac • Rusu • Rus • Lazăr • Frățilă · CT : Anatol Grinţescu | 8° |                    |
| Nazionale maschile rumena di pallanuoto · Giochi olimpici - Monaco di Baviera 1972 | |                    |
| Huber • Mihăilescu • Zamfirescu • Novac • Popescu • Rusu • Culineac • Rusu • Rus • Lazăr • Frățilă · CT: Anatol Grinţescu                                                                                               | Huber • Mihăilescu • Zamfirescu • Novac • Popescu • Rusu • Culineac • Rusu • Rus • Lazăr • Frățilă · CT: Anatol Grinţescu | Romania (bandiera) |